# Nowe szaty króla 2: Kronk – Nowe wcielenie
Nowe szaty króla 2: Kronk – Nowe wcielenie (ang. Kronk’s New Groove) – to film animowany, wyprodukowany w 2005 roku przez studio Walta Disneya. II część filmu Nowe szaty króla.

## Fabuła
Tym razem, głównym bohaterem filmu jest pomocnik Yzmy, Kronk. Ma on poważny problem, ponieważ niedługo przyjedzie do niego ojciec, od którego oczekuje dwóch słów pochwały – „Zuch chłopak”. Niestety, wie, że nigdy tego nie osiągnie. Jego ojciec chciałby, aby Kronk miał wspaniały, wystawny dom na wzgórzu, żonę z dziećmi. Jednak jedynym przybytkiem jego syna jest jego zawód – kucharza, oraz przyjaciele, którzy pomogą mu w każdej sytuacji. To właśnie dzięki nim Kronk może ujrzeć swego ojca z kciukiem uniesionym do góry i usłyszeć upragnione od dawna słowa pochwały. Komentatorem filmu jest Kuzco. W filmie pojawiają się również takie postacie jak Yzma, Pacha i jego rodzina oraz Birdwell – miłość Kronka.

## Postacie
- Kronk – pomocnik Yzmy, uwielbiający zjeżdżać do jej laboratorium górską kolejką. Główny bohater filmu.
- Yzma – dawna doradczyni króla, która została wygnana z królestwa.
- Birdwell – dziewczyna Kronka, dyrygowała grupą harcerzy. Poznała Kronka na obozie i zakochała się w nim. Nazwała go „Kronciuszek”.

## Obsada głosowa
- Patrick Warburton – Kronk
- John Mahoney – ojciec Kronka
- Tracey Ullman – Miss Birdwell
- David Spade – Kuzco
- Eartha Kitt – Yzma
- John Goodman – Pacha
- Gatlin Green – Yoli
- Wendie Malick – Chica
- Bob Bergen – Bucky
- Anthony Ghannam – Huayna
- Jessie Flower – Chaca
- Eli Russell Linnetz – Tipo
- John Fiedler – Rudy
- Patti Deutsch – Kelnerka

## Wersja polska
Opracowanie i udźwiękowienie wersji polskiej: Start International Polska

Reżyseria: Joanna Wizmur

Dialogi polskie: Bartosz Wierzbięta

Realizacja dźwięku: Janusz Tokarzewski

Kierownictwo produkcji: Elżbieta Araszkiewicz

Kierownictwo muzyczne: Marek Klimczuk

Teksty piosenek: Filip Łobodziński, Marek Robaczewski

Piosenki nagrano w: Studio Buffo

Nagranie i montaż piosenek: Jarosław Regulski

Opieka artystyczna: Magdalena Snopek

Produkcja polskiej wersji językowej: Disney Character Voices International, Inc.

W wersji polskiej udział wzięli:
- Jacek Mikołajczak – Kronk
- Zbigniew Lesień – ojciec Kronka
- Agata Kulesza – Miss Birdwell
- Maciej Stuhr – Kuzco
- Ewa Kolasińska – Yzma
- Paweł Sanakiewicz – Pacha
- Monika Błachnio – Yoli
- Joanna Jeżewska – Chica
- Wit Apostolakis-Gluziński – Tipo
- Włodzimierz Press – Rudy
- Mirosława Krajewska – Kelnerka

oraz:
- Aleksandra Czarnecka
- Izabela Dąbrowska
- Joanna Jędryka
- Julia Jędrzejewska
- Agnieszka Kunikowska
- Julia Kunikowska
- Julia Olak
- Anna Olak
- Brygida Turowska
- Joanna Wizmur
- Beata Wyrąbkiewicz
- Adam Bauman
- Dariusz Błażejewski
- Jarosław Domin
- Paweł Galia
- Andrzej Gawroński
- Jarosław Boberek
- Jan Kulczycki
- Cezary Kwieciński
- Cezary Nowak
- Beniamin Lewandowski
- Krzysztof Szczerbiński
- Krzysztof Zakrzewski
- Paweł Szczesny
- Janusz Zadura
- Tomasz Bednarek
- Filip Wieczyński

Piosenki śpiewają:
- „Złapać swój puls” – Magdalena Tul, Małgorzata Orczyk, Patrycja Gola, Anna Powała, Aleksandra Szpinda, Katarzyna Szpinda, Jakub Szydłowski, Łukasz Zagrobelny,
- „Już czuję ten milion” – Anna Sroka, Izabela Bujniewicz, Katarzyna Walczyk, Jakub Szydłowski, Łukasz Zagrobelny
- „Obóz Czipamunka” – Anna Powała, Aleksandra Szpinda, Katarzyna Szpinda